# Estadi Aderaldo Plácido Castelo
L'Estadi Aderaldo Plácido Castelo és un estadi de futbol de Fortaleza, Ceará, Brasil, inaugurat l'11 de novembre de 1973. És conegut popularment com a Castelão o Gigante da Boa Vista té capacitat per 67 050 espectadors asseguts, després de la seva darrera remodelació, feta el 2013. L'estadi és propietat del govern de l'estat de Ceará, i hi juguen com a locals el Ceará Sporting Club, el Fortaleza Esporte Clube i el Ferroviário Atlético Clube. És una de les seus de la Copa Mundial de Futbol de 2014. El seu nom oficial és degut a Plácido Aderaldo Castelo, governador de Ceará entre 1966 i 1971.